# A Ride for Liberty
A Ride for Liberty – The Fugitive Slaves est une peinture à l'huile sur carton créée par l'artiste américain Eastman Johnson, datant de 1862. Elle représente une famille d'Afro-Américains fuyant l'esclavage dans le sud des États-Unis pendant la guerre civile américaine. Le tableau est basé sur un événement dont Johnson dit avoir été témoin près de Manassas, en Virginie, le 2 mars 1862.
Johnson a peint trois versions de cette œuvre : deux se trouvent désormais dans des collections publiques ; l'emplacement de la troisième n'est pas connu. Selon le Brooklyn Museum, l'œuvre est considérée comme « pratiquement unique dans l'art de l'époque » parce qu'elle représente les anciens esclaves comme « les agents de leur propre liberté ».

## Contexte
À la fin des années 1850, Johnson s'était forgé une réputation d'artiste américain émergent, notamment en ce qui concerne les scènes de genre. Johnson est l'un des rares artistes américains à créer des œuvres représentant la vie des Afro-Américains ; il attire une attention considérable avec son exposition de 1859 intitulée Negro Life at the South.
Pendant la guerre civile américaine, Johnson s'est rattaché à l'armée de l'Union et, au cours de la guerre, a créé de nombreuses peintures et croquis des personnes et des événements dont il a été témoin,. Dans les mois précédant la deuxième bataille de Bull Run, Johnson se trouve avec l'armée du Potomac à l'extérieur de Manassas, en Virginie. Tôt le matin du 2 mars 1862, Johnson dit avoir vu une famille d'Afro-Américains fuir vers les lignes de l'armée de l'Union dans l'espoir d'acquérir le statut de contrebandiers.

## Description
Johnson a commencé à travailler sur ses peintures peu de temps après l'incident et a achevé trois versions à un moment donné en 1862. L'emplacement de seulement deux d'entre eux est connu aujourd'hui : l'un appartient au Brooklyn Museum et le second au Virginia Museum of Fine Arts. Les deux sont des huiles sur panneau et aucune ne semble avoir été exposée du vivant de Johnson.
La version du Brooklyn Museum mesure 55.8 cm × 66,4 cm (22,0 en × 26.1 in) et est signé "EJ" en bas à droite du tableau. Le revers de la planche porte une esquisse à l'huile de Johnson représentant une scène d'affûtage de faux, réalisée également vers 1862. L'œuvre a été acquise par la galerie après avoir organisé une exposition d'Eastman Johnson en 1940, avec Not at Home de Johnson, en cadeau de la petite-fille de l'artiste Olga Louise Gwendolyn Conkling ; son père Alfred R. Conkling avait épousé la fille d'Eastman Johnson, Ethel. La version conservée au Virginia Museum of Fine Arts fait partie de la collection Paul Mellon. Il est de taille similaire, mesurant 54.61 cm × 66.04 cm (21,50 en × 26,00 en), et est signé "E. Johnson". Une étiquette manuscrite au dos du tableau et signée par l'artiste raconte : « Un véritable incident/dans la guerre civile vu par/moi-même à Centerville/ce matin de/l'avancée de McClellan vers Manassas le 2 mars 1862/Eastman Johnson ».
Les peintures représentent une famille de quatre esclaves afro-américains à cheval, dans la lumière trouble du petit matin. Devant, un enfant est assis sur les genoux de son père, avec sa mère montée sur le dos du cheval tenant un bébé. Le cheval apparaît en mouvement, galopant loin de la source de leur asservissement et vers les lignes de l'armée de l'Union. L'homme regarde devant lui, l'enfant vers le cheval et la femme vers l'arrière au cas où ils seraient poursuivis. Dans la version de Brooklyn, quelques reflets verticaux devant le cheval indiquent les baïonnettes et les sabres des soldats sur le point de combattre au loin, mais ce détail devient des traînées horizontales de lumière matinale dans la version de Virginie.

## Héritage
A Ride for Liberty – The Fugitive Slaves est considéré comme l'une des meilleures œuvres de Johnson et un point culminant de sa carrière d'artiste,. Il a également été salué par les historiens comme l'une des rares œuvres contemporaines décrivant le sort des esclaves fuyant la captivité dans le Sud,,.